# エドワード・アーディゾーニ
エドワード・アーディゾーニ（Edward Jeffrey Irving Ardizzone, CBE RA 1900年10月16日 - 1979年11月8日)は、英国の画家・絵本作家。

## 略歴
父はフランス国籍のイタリア人で、母はスコットランド系イギリス人。仏領インドシナ（ベトナム）のトンキン州ハイフォンに生まれた。1905年、母とともに英国に渡り、サフォークで育つ。ウェストミンスター芸術学校の夜学に学び、1922年に英国の市民権を得た。1926年に勤めをやめ、画業に専念する。
1929年にシェリダン・レ・ファニュの作品の挿絵を描き、ジョニー・ウォーカーの宣伝の絵などを描く。1936年に、最も知られたチムシリーズの最初の一巻『チムとゆうかんなせんちょうさん』を出版する。息子のフィリップのために描かれた絵本だった。第二次大戦中は戦争芸術家に任命され、英国軍の撤退などを記録した。
戦後はフリーとして、「ストランド・マガジン」の表紙を描き、ウィンストン・チャーチルの肖像画を描いたり、自作のみならず他の児童文学作家の絵本の絵も描いた。1956年、『チムひとりぼっち』で第1回ケイト・グリーナウェイ賞を受賞。

## 日本語訳
- 『チムとゆうかんなせんちょうさん』文・絵, 瀬田貞二 訳. 福音館書店, 1963
- 『チムひとりぼっち』作・絵, 神宮輝夫 訳. 偕成社, 1968
- 『チムのいぬトーザー』作・絵, 神宮輝夫 訳. 偕成社, 1968
- 『ルーシーのしあわせ』ただひろみ 訳. 冨山房, 1976.2
- 『チムともだちをたすける』さく・え, 瀬田貞二 やく. 福音館書店, 1979.6
- 『チムのさいごのこうかい』さく・え, 渡辺茂男訳. 瑞木書房, 1981.5
- 『チムふねをすくう』さく・え, わたなべしげお やく. 瑞木書房, 1982.8
- 『時計つくりのジョニー』あべきみこ 訳. こぐま社, 1998.7
- 『コックのジンジャー チムもうひとつのものがたり』チムシリーズ 中川千尋訳. 福音館書店, 2001.10
- 『ダイアナと大きなサイ』あべきみこ 訳. こぐま社, 2001.10
- 『チム、ジンジャーをたすける』チムシリーズ ; 3) なかがわちひろ 訳. 福音館書店, 2001.6
- 『チムとルーシーとかいぞく』チムシリーズ ; 2) なかがわちひろ やく. 福音館書店, 2001.6
- 『エドワード・アーディゾーニ友へのスケッチ』ジュディ・テイラー 編, 阿部公子 訳. こぐま社, 2001.6
- 『チムとシャーロット』チムシリーズ ; 4) なかがわちひろ やく. 福音館書店, 2001.7
- 『チムききいっぱつ』チムシリーズ ; 5) なかがわちひろ やく. 福音館書店, 2001.7
- 『チムひとりぼっち』チムシリーズ ; 6 なかがわちひろ やく. 福音館書店, 2001.7
- 『チムのいぬタウザー』チムシリーズ ; 7)なかがわちひろ やく. 福音館書店, 2001.9
- 『チムひょうりゅうする』チムシリーズ ; 8) なかがわちひろ やく. 福音館書店, 2001.9
- 『チムとうだいをまもる』チムシリーズ ; 9) なかがわちひろ やく. 福音館書店, 2001.9
- 『あかいえのぐ』津森優子 訳. 瑞雲舎, 2014.5
- 『エドワード・アーディゾーニ若き日の自伝』阿部公子 訳. こぐま社, 2015.5

### 他人の作品
- エリナー・ファージョン『ムギと王さま』岩波少年文庫 石井桃子 訳, エドワード・アーディゾーン 絵. 岩波書店, 1959    
  - 『年とったばあやのお話かご (ファージョン作品集 ; 1) 石井桃子 訳, エドワード・アーディゾーニ 絵. 岩波書店, 1970
  - 『イタリアののぞきめがね (ファージョン作品集 ; 2) 石井桃子 訳, エドワード・アーディゾーニ 絵. 岩波書店, 1970
- フィリッパ・ピアス『ハヤ号セイ川をいく』足沢良子 訳, E.アーディゾーニ 絵. 講談社, 1974
- 『まいごになったおにんぎょう』 A.アーディゾーニ 文, E.アーディゾーニ 絵, 石井桃子 訳. 岩波書店, 1983.11